# Mont-roig del Camp
Mont-roig del Camp è un comune spagnolo di 12 136 abitanti situato nella comunità autonoma della Catalogna.

## Amministrazione
- Vigarano Mainarda